# توم خان
توم خان (بالإنجليزية: Tom Kahn)‏ هو ديمقراطي اجتماعي أمريكي معروف بقيادته في العديد من المنظمات. هو أيضًا ناشط واستراتيجي مؤثر في حركة الحقوق المدنية. عَمِل مستشارًا بارزًا وقائدًا في النقابات العمالية في الولايات المتحدة.
نشأ خان في مدينة نيويورك. في كلية بروكلين، انضم إلى الحركة الاشتراكية الأمريكية وتأثر بماكس شاختمان ومايكل هارينجتون. بوصفه مساعدًا لزعيم الحقوق المدنية بايرد رستن، ساعد خان في تنظيم مسيرة الحقوق المدنية إلى واشنطن عام 1963، حيث ألقى مارتن لوثر كينغ الابن خطابه «لدي حلم». أثر تحليل خان لحركة الحقوق المدنية على بايرد رستن (وهو المؤلف الاسمي لكتاب خان «من الاحتجاج إلى السياسة»). (يُعدّ هذا المقال في الأصل كتيب طُرح عام 1964 من رابطة الديمقراطية الصناعية، كتبه خان، وفقًا لهورويتز (2007، الصفحات 223-224). ما يزال يُعاد طبع هذا الكتاب على نطاق واسع، على سبيل المثال في كتابين لرستن هما: داون ذا لاين عام 1971 وتايم أون تو كروسيس عام 2003).
بصفته زعيمًا في الحزب الاشتراكي الأمريكي، دعم خان تغيير اسم الحزب في عام 1972 إلى الاشتراكية الديمقراطية في الولايات المتحدة الأمريكية (إس دي يو إس إيه). مثله مثل قادة الحزب الآخرين، عمل خان على دعم النقابات العمالية الحرة والديمقراطية ومعارضة أيديولوجية الدولة في الاتحاد السوفيتي؛ وعمل أيضًا على تعزيز النقابات العمالية الأمريكية. عمل خان كمساعد أول وكاتب خطابات للسيناتور الديمقراطي هنري جاكسون، ورئيسي اتحاد العمال الأمريكي وكونغرس المنظمات الصناعية (إيه إف إل – سي آي أو) جورج ميني ولين كيركلاند بالإضافة إلى عدة قادة آخرين من الحزب الديمقراطي والنقابات العمالية ومنظمات الحقوق المدنية.
في عام 1980، عيّن لين كيركلاند خان لتنظيم دعم (إيه إف إل – سي آي أو) حركة تضامن اتحاد نقابة العمال البولندي؛ تم تقديم هذا الدعم على الرغم من احتجاجات الاتحاد السوفيتي وإدارة جيمي كارتر. شغل خان منصب مدير إدارة الشؤون الدولية في (إيه إف إل – سي آي أو) في عام 1986 وتم تعيينه رسميًا لمنصب المدير العام في عام 1989. توفي خان عام 1992 عن عمر يناهز 53 عامًا.

## سيرته الذاتية

### حياته المُبكرة
وُلد خان توماس جون مارسيل في 15 سبتمبر عام 1938، وتم وضعه على الفور للتبني في مستشفى اللقطاء في نيويورك. تبناه الزوجان اليهوديان أديل وديفيد خان، وأعيد تسميته إلى توماس ديفيد خان. أصبح والده، وهو عضو في الحزب الشيوعي الأمريكي، رئيسًا لعمال النقل المحليين 101 لشركة بروكلين يونيون للغاز.
عُدّ توم خان ليبراليًا مدنيًا «ترشح لمنصب رئيس المنظمة الطلابية لمدرسة إيراسموس هول الثانوية في عام 1955 على منصة تدعو إلى الاستغناء عن مجلس الطلاب لأنه لا يتمتع بأي سلطة»، وهي الانتخابات التي خسرها. في المدرسة الثانوية، التقى براشيل هورويتز، التي أصبحت صديقته وحليفته السياسية مدى الحياة.

### الاشتراكية الديمقراطية
في كلية بروكلين، انضم الطالبان الجامعيان خان وهورويتز إلى الحركة الأمريكية للاشتراكية الديمقراطية بعد سماع ماكس شاختمان يندد بالثورة المجرية عام 1956 بقوله:
الدبابات الروسية المتدحرجة... العمال والطلاب المجريين العُزَّل يقاومون بالحجارة... آمال شعب بطولي محطمة، و... وروابطنا الاشتراكية الديمقراطية متمسكة بتلك الآمال. الحرية والديمقراطية – ليست مصطلحات مجردة؛ بل هي حقيقية ويمكن بالتالي تدميرها. لم تكن الشمولية الشيوعية مجرد قوة سياسية، بل كانت انحرافًا أيديولوجيًا يمكن دحضه في النقاش؛ كانت قوة جسدية وحشية. لم تكن الديمقراطية مجرد زينة على الكعكة الاشتراكية. كانت الكعكة - لأنه لم تكن هناك اشتراكية تستحق القتال من أجلها. وإذا كانت الاشتراكية تستحق القتال من أجلها هنا، فإن الأمر يستحق القتال في كل مكان: الاشتراكية لا شيء إذا لم تكن أممية عميقة. لا أتذكر ما إذا كانت تلك هي الليلة التي سجلت فيها. لكنها كانت الليلة التي اقتنعت فيها بالأمر تمامًا.
كشابين اشتراكيين، تم التعرف على مواهب خان وهورويتز من قِبَل مايكل هارينجتون. انضم هارينجتون إلى شاختمان بعد العمل مع دار الضيافة الكاثوليكية التابعة لصحيفة دوروثي داي في حي بويري، مانهاتن السفلى. كان هارينجتون على وشك أن يصبح مشهورًا في الولايات المتحدة بعد طرح كتابه ذي آذر أميريكا عن الفقر في الولايات المتحدة. تأثر خان بهارينجتون كثيرًا وخاصة بسبب ثقافته وآرائه المميزة سواء في الكتابة أو في النقاش.

### الحقوق المدنية
كزعيم للحركة الاشتراكية الأمريكية، أرسل مايكل هارينجتون توم خان وراشيل هورويتز لمساعدة بايرد رستن، أحد قادة حركة الحقوق المدنية، الذي أصبح معلمًا لخان. أطلق خان وهورويتز مسيرة تحت شعار «مسيرة بايرد رستن ومجتمع شودر» بمساعدة هارينجتون. ساعد خان رستن في تنظيم مسيرة صلاة الحج من أجل الحرية عام 1957 إلى واشنطن ومسيرة الشباب في عامي 1958 و 1959 للمدارس المتكاملة.

### المثلية الجنسية وبايارد روستين
عندما كان شابًا، كان توم خان «مثليًا ولكنه أراد أن يكون طبيعيًا... لقد كان عالمًا مختلفًا في ذلك الوقت»، وفقًا لراشيل هورويتز. كانت له علاقة قصيرة مع عضو في رابطة الشباب الاشتراكية (واي بي إس إل):
على الرغم من أن كل عضو في الحركة كان على علم بذلك، (قبل عام 1956) لم يكن خان ليُصرّح بالموضوع أبدًا. لقد اعتبر توجهه الجنسي مصيبة ومصدرًا للألم والإحراج. ربما جزئيًا، لأنه لم يكن متصارحًا مع مشاعره، فقد اقتصر على لقاءات قصيرة لفترة طويلة. لكن بعد ذلك انخرط في علاقة مع أحد الأعضاء واضطر إلى طلب مشورة طبيب نفسي لشرح مشاعره غير المألوفة. قال لي الطبيب «أنت واقع في الحب».
كان توم خان «حسن المظهر ورجل جذاب للغاية» وفقًا للاشتراكي القديم ديفيد ماكرينولدز، الذي كان أيضًا مثليًا بشكل علني من نيويورك. قَبِل خان مثليته الجنسية في عام 1956، وهو العام الذي تطوع فيه خان وهورويتز لمساعدة بايرد رستن في عمله في حركة الحقوق المدنية. «بمجرد أن التقى بايرد رستن، عرف خان أنه مثلي الجنس حقًا ويرغب بعلاقة طويلة الأمد مع بايرد، والتي حصلت بالفعل ومرّت بمراحل عديدة»، وفقًا لهورويتز، التي اقتبست من حديث خان عن رستن:
عندما التقيت به لأول مرة كان أصغر مني ببضع سنوات، وكنت بالكاد خطوت في مرحلة الرجولة. لقد جذبني إلى دوامة من حملاته ومشاريعه التي لا نهاية لها... لقد عرّفني على باخ وبرامز، وركز على أهمية الحفاظ على توازن في الحياة بين السعي وراء ملذاتنا الفردية والمشاركة في الحالة الاجتماعية والمسؤولية عنها. كان يعتقد أنه لا يتم إعفاء أي طبقة أو طائفة أو جنس من الناس من هذا الالتزام.
ومع ذلك، فإن العيش في شقة رستن لم ينجح أبدًا، وانتهت علاقتهما الرومانسية عندما التحق خان بجامعة هوارد التاريخية للسّود. ظلّ خان ورستن أصدقاء ورفاق سياسيين مدى الحياة.